# Stressznyomás
A stressznyomás, stressz vagy irányított nyomás a földkéreg felső övezetében fellépő, a kőzetek átalakulására ható nyomástípus. Jele Pstressz. Jellemzője, hogy egy irányból fejti ki hatását úgy, hogy a mechanikai nyomás következtében a kőzetben átkristályosodás, szerkezetátalakulás megy végbe, amely típusa szerint lehet kompressziós (összenyomódással járó), extenziós (kiterjedést előidéző), illetve nyírásos (kőzetlemezek elcsúszását vagy felaprózódást eredményező). Jellemzően a hőmérséklet nagy mértékű emelkedésével járó tektonikai folyamatok kísérő jelensége. Különösen fontos szerepe van a metamorf kőzetek kialakulásában. A stressznyomást a kőzetre ható erők, illetve a szerkezeti átalakulás meghatározott iránya különbözteti meg a minden oldalról erőt kifejtő litosztatikai nyomástól, illetve a kőzetszerkezetben előforduló illó elegyrészek (víz, szén-dioxid, szén-monoxid stb.) által előidézett fluidnyomástól.

## Lásd még
- Metamorf kőzetek

## Külső hivatkozások
- Szakmány György: Metamorf folyamatok Archiválva 2009. március 20-i dátummal a Wayback Machine-ben